# Freddy Ibrahim
Fadi Ibrahim, detto Freddy (in arabo فادي إبراهيم‎?; Mississauga, 14 ottobre 1996), è un cestista canadese con cittadinanza giordana.

## Carriera
Con la Giordania ha disputato i Campionati mondiali del 2019 e i Campionati asiatici del 2022.